# Kim Heechul
Kim Hee-chul (Hangul: 김희철; Hoengseong, Gangwon, 10 de julho de 1983), mais conhecido apenas como Heechul (em coreano: 희철), é um cantor, compositor e apresentador sul-coreano. Ele é mais conhecido por ser integrante do grupo masculino sul-coreano Super Junior e do subgrupo Super Junior-T.

## Biografia

### Pré-debut
Heechul foi descoberto em outubro de 2002, na Starlight Casting System, audição anual da SM Entertainment em Seul, onde ele fez um teste com seus amigos. No mesmo ano, ele assinou um contrato com a empresa. Inicialmente, ele foi colocado em um grupo projeto de quatro integrantes chamado Four Seasons. Este grupo incluía Jaejoong, Yunho e Kangin. Eles nunca debutaram e Yunho e Jaejoong entraram para o TVXQ, que estreou em dezembro de 2003. Heechul e Kangin se juntaram com mais dez trainees e formaram o Super Junior 05, a primeira geração do Super Junior, que, inicialmente, seria um grupo rotativo.
Antes de estrear como cantor, Heechul foi ator, modelo e VJ. Sua primeira aparição na televisão foi no drama Sharp 2. Assim como seu colega de grupo Kibum, sua primeira aparição na TV como ator antes da estréia com o Super Junior. Ele estrelou o drama Sharp 2, ao lado de Kibum. Ele também era MC do programa Show! Music Tank.

### 2005-2006: Estréia com Super Junior
Heechul estreou oficialmente como parte do grupo projeto de 12 integrantes Super Junior 05, dia 6 de novembro de 2005, no programa Inkigayo da SBS, com o single "TWINS (Knock Out)". O álbum de estreia do grupo, SuperJunior05 (TWINS), foi lançado um mês depois, no dia 5 de dezembro de 2005, e alcançou a terceira posição na parada musical mensal.
Em março de 2006, a SM Entertainment começou a recrutar novos integrantes para a geração seguinte do Super Junior. Porém a decisão foi recebida com objeção e a empresa acabou mantendo os integrantes originais. Com a adição de Kyuhyun, o grupo abandonou o sufixo "05", tornando-se conhecido apenas como Super Junior. O novo grupo lançou seu primeiro single, "U", em 7 de junho de 2006, tornando-se um grande sucesso.
Após o debut do Super Junior, Heechul, juntamente com Kibum, participou da sexta temporada de Nonstop, alternativamente conhecido como Rainbow Romance. Já em 2006, ele estrelou em Bad Family, no papel de Gong Min. Em 2007, ele participou do drama Golden Bride como Kim Young-soo. Heechul também apareceu em diversos programas, além de ser DJ do programa de rádio SBS Power FM Heechul's Youngstreet, com Park Heebon até meados de 2006.

### 2007-2008: Subgrupo eMC
Em 2007, Heechul se tornou integrante do subgrupo Super Junior-T, que estreou no dia 23 de fevereiro, com o single "Rokkugo!!!". Ele também participou do primeiro filme do grupo, Attack on the Pin-Up Boys.
Ele substituiu Andy do Shinhwa em diversas ocasiões no programa Inkigayo e se tornou apresentador permanente. Ele apresentou o programa junto com Ku Hye Sun entre 23 de abril de 2006 a 18 de fevereiro de 2007, com Jang Keun-suk entre 25 de fevereiro a 7 de outubro de 2007 e com Song Ji-hyo ente 11 de novembro de 2007 a 4 de maio de 2008.
Em 2008, Heechul estreou nos musicais em Xanadu, dividindo o papel de Sonny com Kangin. Audições foram feitas através de um reality show, To Be Kangin and Heechul, que também serviu para promover o musical.
Heechul participou do programa Joahseo, onde ele e mais três celebridades, entre elas Lee Hong Ki do F.T. Island, aprendiam a serem bons pais ao cuidarem de uma "filha". Heechul também estrelou o programa Band of Brothers junto com o colega de grupo Kangin e os colegas de gravadora Jungmo e Jay do TRAX, onde diversos grupos eram homenageados no final do programa.

### 2009-2010
Em outubro de 2009, Heechul foi MC do 2009 Dream Concert, realizado no Seoul World Cup Stadium, junto com Song Ji-hyo. Após o final do drama Loving You Ten Million Times no início de 2010, Heechul voltou a apresentar seu programa de rádio Heechul's Young Street. O programa foi ao ar dia 29 de março de 2010, e marcou sua volta como DJ em 4 anos, porém ele deixou o programa em meados de 2011. Em maio de 2010, ele se juntou ao elenco do programa de variedades da SBS Family Outing 2, porém o programa foi cancelado dois meses depois devido à baixa audiência.

### 2011-2013: M&D e Alistamento militar
Em 2011, Heechul e Jungmo do TRAX formaram um grupo projeto chamado M&D (sigla para Midnight and Dawn). O vídeo musical para sua música de estréia, "Close Ur Mouth", dirigido por Heechul, foi lançado dia 23 de junho de 2011. Ele foi um dos quatro MCs no segmento Radio Star no programa Golden Fishery da MBC. Com seu alistamento militar, seu colega de grupo, Kyuhyun o substituiu.
No dia 1 de setembro de 2011, Heechul alistou-se para o serviço militar obrigatório. Ele serviu para o exército durante 23 meses, depois de passar por quatro semanas de treinamento básico em um acampamento militar em Nonsan, na província de Chungcheongnam. Completou o serviço militar no dia 30 de agosto de 2013. Ele retornou as atividades do Super Junior, incluso na turnê Super Show 5, porém, todas foram na Coreia.

### 2014-atualmente
Heechul participou de We Got Married junto com Xue Fu. Em 20 de agosto de 2014 junto com seus companheiros de grupo, retornou com o 7º álbum do Super Junior, Mamacita.
Heechul participa como apresentador no programa Knowing Bros, junto de Min Kyung-Hoon, Lee Soo-Geun, Kang Ho-Dong, Kim Yeong-Cheol, Seo Jang-Hoon e Sang-Min

## Acidente de carro
No dia 10 de agosto de 2006, Heechul se envolveu em um acidente de carro quando voltava de Mokpo para Seul, depois de assistir ao funeral do pai de seu companheiro de grupo Donghae, quando os pneus apresentaram problemas durante uma tentativa de mudança de faixa. Ele fraturou a perna esquerda em cinco lugares, incluindo fêmur, joelho e tornozelo, exigindo uma cirurgia de seis horas. Ele também sofreu outras lesões, incluindo um corte na língua que também exigiu pontos.
Heechul foi orientado a parar todas as suas atividades por um período de 12 semanas. Ele foi liberado do hospital no dia 13 de setembro de 2006. Em outubro, ele fez uma segunda cirurgia para remover alguns pinos de ferro de sua perna. Ele voltou as atividades no dia 25 de novembro durante o Mnet KM Music Festival. No final de dezembro ele retornou oficialmente às suas atividades individuais. Os pinos restantes em sua perna foram removidos em 2008.

## Vida pessoal
Em 2 de janeiro de 2020, Label SJ e a JYP Entertainment confirmaram que Heechul está namorando Momo Hirai do grupo Twice.
Em 7 de julho de 2021, Label SJ e a JYP Entertainment confirmaram o término do relacionamento após 1 ano e 6 meses de namoro, devido a agenda lotada.

## Discografia

### Participações em trilhas sonoras
| Ano  | Canção              | Título                          |
| ---- | ------------------- | ------------------------------- |
| 2008 | "Don't Walk Away"   | Xanadu OST                      |
| 2009 | "First Star (초별)" | Loving You a Thousand Times OST |

## Filmografia

### Filmes
| Ano  | Filme                     | Papel                      |
| ---- | ------------------------- | -------------------------- |
| 2007 | Attack on the Pin-Up Boys | Presidente do Ultra Junior |
| 2010 | Super Show 3              | Ele mesmo                  |

### Dramas de televisão
| Ano       | Título                      | Papel         | Notas |
| --------- | --------------------------- | ------------- | ----- |
| 2005      | Sharp 2                     | Baek Jin-woo  |       |
| 2005      | Loveholic                   | Jovem chefe   |       |
| 2006      | Bad Family                  | Gong Min      |       |
| 2005–2007 | Rainbow Romance             | Heechul       |       |
| 2007–2008 | Golden Bride                | Kim Young-soo |       |
| 2009      | TaeHee HyeGyo JiHyun        | Ele mesmo     |       |
| 2009–2010 | Loving You a Thousand Times | Lee Chul      |       |
| 2010      | I am Legend                 | Ele mesmo     |       |
| 2011      | Youth Melody                | Shen Taiyi    |       |

### Reality shows
| Ano       | Título                     | Notas |
| --------- | -------------------------- | ----- |
| 2006      | Mystery 6                  |       |
| 2006      | Super Junior Full House    |       |
| 2007      | KM Idol World              |       |
| 2008      | To Be Kang-In and Heechul  |       |
| 2008–2009 | Band of Brothers           |       |
| 2008–2009 | Good Daddy                 |       |
| 2011      | Golden Fishery: Radio Star |       |
| 2014      | We Got Married             |       |

### Programas de variedade
| Ano           | Título                       | Notas |
| ------------- | ---------------------------- | ----- |
| 2007          | Idol World                   |       |
| 2007–2008     | Exploradores do Corpo Humano |       |
| 2008          | Intimate Note                |       |
| 2008          | Because I Like You           |       |
| 2010          | Family Outing 2              |       |
| 2010          | Running Man                  |       |
| 2014          | Weekly Idol                  |       |
| 2015-presente | Knowing Bros                 |       |

### Aparições em vídeos musicais
| Ano  | Vídeo musical                   | Artista              |
| ---- | ------------------------------- | -------------------- |
| 2010 | Shady Girl                      | Sistar               |
| 2010 | Let You Go (가슴이 차가운 남자) | TRAX e Victoria Song |
| -    | Flight Girl (비행소녀)          | Kangin e Shindong    |

## Outros trabalhos

### MC
| Ano       | Título   |
| --------- | -------- |
| 2006-2008 | Inkigayo |

### Programas de rádio
| Ano       | Título                                |
| --------- | ------------------------------------- |
| 2005-2006 | SBS Power FM - Young Street           |
| 2010-2011 | Heechul's Young Street - SBS Power FM |

### Musical
| Ano  | Título |
| ---- | ------ |
| 2008 | Xanadu |

## Prêmios e indicações
| Ano                                  | Prêmio                                  | Trabalho nomeado | Resultado |
| ------------------------------------ | --------------------------------------- | ---------------- | --------- |
| Summer Break Mnet 20's Choice Awards |                                         |                  |           |
| 2007                                 | Melhor Garoto Bonito                    | Heechul          | Venceu    |
| GoKpop Music Awards                  |                                         |                  |           |
| 2010                                 | Melhor uso das Redes Sociais            | Heechul          | Venceu    |
| AllKPop Awards                       |                                         |                  |           |
| 2010                                 | Personalidade das Redes Sociais em 2010 | Heechul          | Venceu    |
| MBC Entertainment Awards             |                                         |                  |           |
| 2011                                 | Prêmio de Estreante (Entretenimento)    | Heechul          | Venceu    |